# 国営昭和記念公園

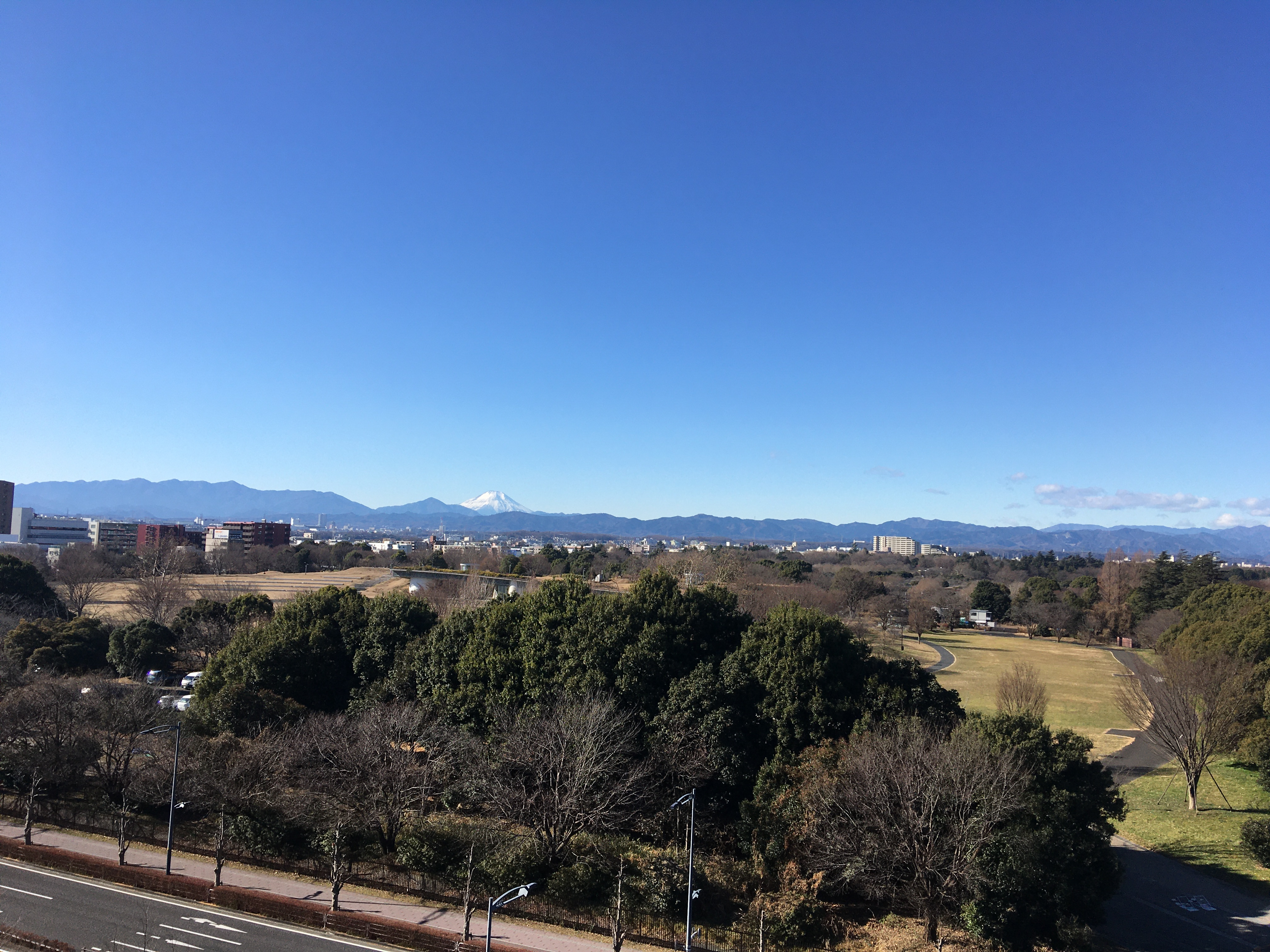
GREEN SPRINGSからの国営昭和記念公園と富士山

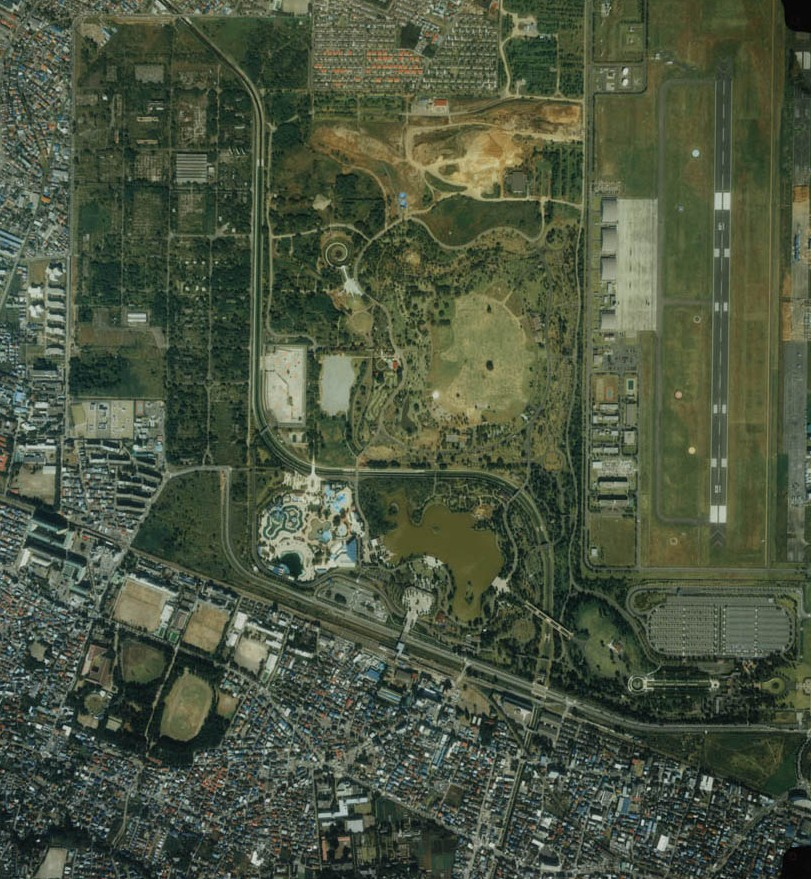
航空写真に見る昭和記念公園付近。1989年撮影。公園として整備されているが、飛行場だった名残もまだ見られる。

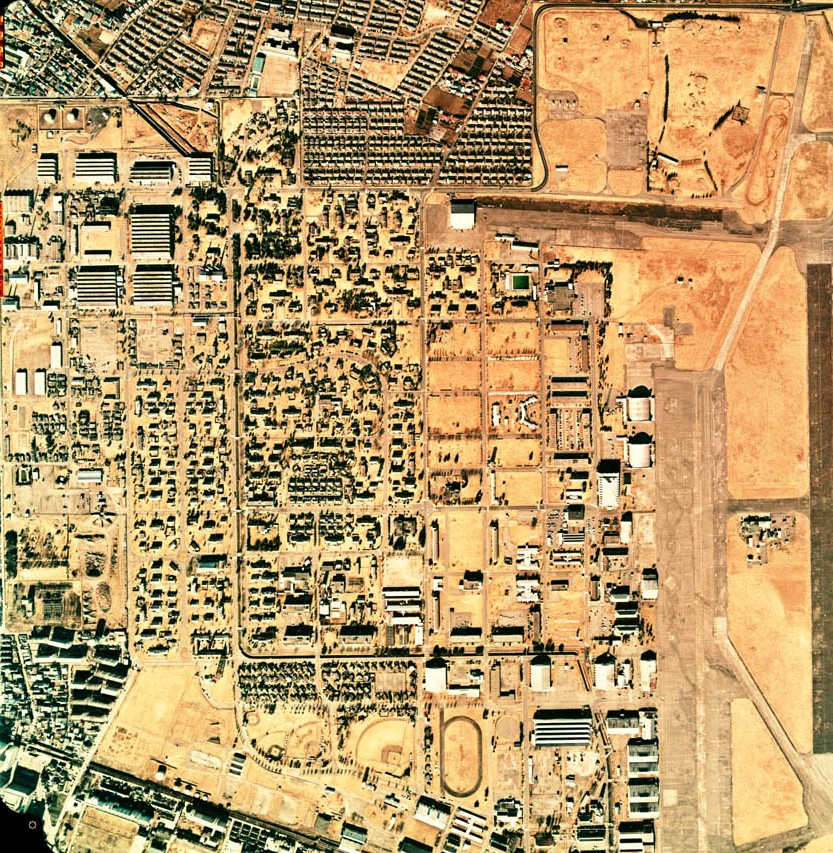
航空写真に見る昭和記念公園付近。1974年撮影。まだ立川飛行場が米軍に接収されていた頃。右端の黒くなっている辺りが現立川飛行場の滑走路。

国営昭和記念公園（こくえいしょうわきねんこうえん、英: Showa Kinen Park, Showa Commemorative National Government Park）は、東京都昭島市と立川市に跨る日本の国営公園。

## 概要
「昭和天皇御在位五十年記念事業」の一環として、1979年（昭和54年）11月の閣議決定により設立された国営公園である。建設地は米軍立川飛行場跡地で、1980年（昭和55年）に事業に着手し、1983年（昭和58年）10月に第一期開園となった。
その後、レインボープールや子供の森、日本庭園、砂川口、盆栽苑等次々と施設が整備され、2005年（平成17年）11月にはみどりの文化ゾーンが共用され、同時に昭和天皇記念館が開館した。
2022年5月現在、計画面積約180.1 haのうち、約169.4 haを供用している。
本公園は立川基地跡に開設されており、レクリエーション施設としての面もあるが、大規模な災害が発生した場合は、避難場所としての機能を果たすよう設計されており、立川市と昭島市の広域避難場所の一つに指定されている。また、防災関係機関が所在する立川広域防災基地が公園に隣接している。

## 園内施設

### みどりの文化ゾーン
- ゆめひろば
- 花みどり文化センター
- カフェ
- 昭和天皇記念館（有料）
- 浮游の庭
- ミュージアムショップ
- 総合案内所

### 展示施設ゾーン
- ドッグラン
- カナール（全長200 m）
- ふれあい広場・レストラン
- サイクルセンター（立川口・西立川口・砂川口）
- サイクリング専用コース（全長14 km）

### 水のゾーン
- 水鳥の池 - 水面績約5 ha。ローボートやサイクルボートでのボート遊びも。
- バードサンクチュアリー - 観察舎から様々な野鳥を観察できる。
- 花木園 - 花木約200種、草花約200種が植栽されている。
- レインボープール - 1985年オープン[6]。施設老朽化のため、2021年度から営業を中止[7]。解体・撤去して親水空間などを整備する案が2024年3月に公表されている[6]。
- 水あそび広場 - 施設老朽化及びエリアの再整備に伴う土壌調査のため、2023年度から利用休止[7]。
- レイクサイドレストラン - 併設売店あり。2023年3月から屋内休憩所として利用可[8]。

### 広場ゾーン
- みんなの原っぱ

園内最大のスペース（延べ11 ha）。イベント会場としても使用され、毎年夏には花火大会も行われる。
- トンボの湿地
- バーベキューガーデン
- うんどう広場（100 mトラック2面、トラック1面） - 主に球技用
- スポーツエリア
  - ディスクゴルフ
  - クロッケー
  - ペタンク
  - ホースシューズ
  - ローンボウルス
  - 3on3
  - フットサル
- 渓流広場・レストラン
- 桜の園
- オカカフェ

同施設は「公園と建築物を調和せる」ことを主眼として隈研吾設計。建築とランドスケープ（風景/景観）の統一を図ったデザインを打ち出している。隈の建築にしばしば用いられる伝統的な組木格子（木組み）が印象的な外観に仕上がっている。木材は東京の木・多摩産材（杉）を使用している。

### 森のゾーン
- 日本庭園
- 盆栽苑
- こどもの森
  - 虹のハンモック
  - フワフワドーム
- 森の家
- 霧の森
- こもれびの池
- こもれびの里

施設の紹介
- 渓流広場 チューリップの植栽
- 原っぱ東花畑の菜の花
- オカカフェ（みんなの原っぱ東側）
- みんなの原っぱ
- こどもの森「太陽のピラミッド」
- こどもの森「雲の海」

## イベント

### 四季
- 春 - ツバキや水仙からナノハナ、サクラ、チューリップ、ポピーと続く花の開花リレーは見ごたえがある。夜桜が有名で、以前は期間限定で夜間入園が可能だったが、現在は行われていない。
- 夏 - 梅雨の頃はアジサイ、夏場はヒマワリが見頃。花火大会が実施される。また、レインボープールもこの季節に開かれる。
- 秋 - 大規模なコスモス畑は有名である。イチョウが黄色に染まり、黄色のじゅうたんが広がる。
- 冬 - 毎年12月には、クリスマスイルミネーションとシャンパングラスツリーが幻想的な光を演出。なお、冬季のレインボープールは以前スケートリンクにも使われていた。

### 年間イベント
通年
- 自然体験イベント
- サンデースポーツ教室（毎週日曜日）
- 野鳥観察会（月1回、日曜日）
- エンジョイ!ディスクゴルフ（月1回、日曜日）：ディスクゴルフ初心者対象の講習会や自由参加のコンテストがある。
- 山野草展（花木園展示棟、4 - 6月）

4月
- 桜まつり

5月
- スマイルマラソン国営昭和記念公園

7月
- 立川まつり国営昭和記念公園花火大会（最終土曜日19:20-20:30、みんなの原っぱ、ふれあい広場ほか）
  - 東京で一番大きい1尺5寸玉が上がる三多摩一の花火大会として知られており、毎年70万人以上の観客を集めている。

8月
- サギソウまつり

9月 - 10月
- コスモスまつり

11月
- 「秋の夜散歩」として日本庭園とイチョウ並木のライトアップを実施。イベントの開催場所の関係から入場が西立川口と昭島口と砂川口の3か所となる。なお、日中は「黄葉紅葉まつり」として同エリアを案内している。

- カナール（2010年10月撮影）
- 川を埋め尽くす桜の花びら
- 一面に広がるコスモス
- 落ち葉のじゅうたんが広がるイチョウ並木
- 秋の日本庭園
- 秋の夜散歩でライトアップされる日本庭園

### 女子大生の日
1995年（平成7年）、当時就職氷河期と呼ばれ、就職活動に苦戦していた女子大生を応援しようと、8月16日を「女子大生の日」とし、園内のレインボープールに無料招待する企画を実施した。昭和記念公園が8月16日を女子大生の日としたのは、「1913年（大正2年）の8月16日に東北帝国大学の合格発表があり、3人の女子大生が誕生した」と認識していたからであり、当時の読売新聞はこれを「史実」と報じた。これ以降、女子大生の日は8月16日として世間に浸透したが、実際に女子学生の入学許可が官報に掲載されたのは8月21日であった。東北大学男女共同参画委員会は、2020年（令和2年）6月に史実に基づいた日を記念日にしようと、日本記念日協会に女子大生の日を8月21日で申請し、協会は同年7月に8月21日を女子大生の日として登録した。

## 沿革

### 年表
- 1975年（昭和50年）- 総理府、天皇陛下御在位五十周年事業を検討。
- 1976年（昭和51年）11月5日 - 昭和記念公園（仮称）建設を閣議了承[13]。
- 1977年（昭和52年）11月30日 - 立川基地全面返還[13]。
- 1981年（昭和56年）11月27日 - 都市計画決定[13]。
- 1983年（昭和58年）10月26日 - 昭和天皇臨席のもとに開園式典、70 haを開園[13]。
- 1985年（昭和60年）6月28日 - 西立川口、レインボープール12 ha開園。
- 1986年（昭和61年）
  - 4月19日 - 水鳥の池、花木園8 ha開園。
  - 7月11日 - 水遊び広場2 ha開園。
- 1987年（昭和62年）5月11日 - バードサンクチュアリー等4 ha開園。
- 1988年（昭和63年）
  - 7月17日 - 渓流広場6.6 ha開園。
  - 10月10日 - 運動広場2.5 ha開園。
- 1989年（平成元年）4月29日 - 「みどりの日」制定記念式典、天皇・皇后臨席のもと開催。
- 1997年（平成9年）4月17日 - 日本庭園オープン[13]。
- 2004年（平成16年）11月3日 - 日本庭園内に盆栽苑を増設[13]。
- 2005年（平成17年）11月27日
  - 「みどりの文化ゾーン・花みどり文化センター」開設。
  - 昭和天皇記念館開館。
- 2014年（平成26年）4月1日 - 高松口オープン[13]。
- 2016年（平成28年）5月2日 - 開園以来の入園者が8000万人になる[14]。
- 2018年（平成30年）4月1日 - 入園料金を改定。中学生以下は入園料無料となり2日通し券の新設がされる[15]。

### イベント
- 1993年7月31日 - 11月7日の100日間、多摩東京移管百周年記念事業「TAMAらいふ21」のメインイベント「多摩21くらしの祭典 VOICE93」が開催された。
- 1997年12月12日 - 12月25日の14日間、「ウインタープレゼント」が1万球のイルミネーションで始まった。翌年から、屋外スケートリンクの廃止に伴う代替イベントとして、イルミネーションも14万球になりほぼ現在の形で行なわれるようになった。
- 1999年8月15日 - 浜田省吾が野外ライブ「LET SUMMER ROCK '99」をみんなの原っぱにて開催。約30,000人を動員。
- 2000年以降、公園内のランニングコースを利用して、箱根駅伝の予選会が行われている。（2003年は箱根芦ノ湖湖畔コースで開催。コースが毎年微調整されている）
- 2004年8月28、29日の両日、avexのライブイベント「a-nation'04」の東京公演をみんなの原っぱにて開催。この年は浜崎あゆみ、大塚愛、TRF、EXILE、Every Little Thing、Do As Infinity、hitomi、BoA、dream、ロードオブメジャーらが出演した。
- 2012年5月26日 - 6月3日に、ロッキング・オンが手掛ける食の祭典、第2回「まんパク」がゆめひろばで開催され、以降毎年5月の後半頃に開催されている。
- 2015年2月に池坊華道会（京都市中京区）が全国の花風景から選ぶ「池坊花逍遥（）100選」（農林水産省後援）に認定された。対象はパンパスグラス[16]。
- 2019年シーズンよりイルミネーションの開催を休止し、「秋の夜散歩」という形での夜間開園に変更[17]。

## アクセス
- JR青梅線
  - 西立川駅（歩道橋で結ばれている。西立川口まで徒歩2分程度）
  - 東中神駅（昭島口まで徒歩10分程度）
- JR中央線快速・ 南武線
  - 立川駅（あけぼの口まで徒歩10分程度。その先の立川口まで徒歩15分程度）
- 多摩都市モノレール線
  - 立川北駅
  - 高松駅（高松口まで徒歩9分程度）
- 西武拝島線
  - 武蔵砂川駅（砂川口まで徒歩20分程度）
- 駐車場は立川口、西立川口、砂川口の3か所あり、いずれも有料[18]。年間パスポートを提示すると割引が適用できる[18]。

## ゆかりの作品
- 水沢めぐみ『姫ちゃんのリボン』
- （Visualarts/KEY）『Kanon』：ヒロインの1人、美坂栞を攻略するルートの佳境で、噴水広場のシーンがあるが、この噴水広場は当公園内にあるものをモチーフにしたものである[要出典]。
- NEWS 12th single『さくらガール』
- LIVE DVD/Blu-ray 『NEWS 15th Anniversary LIVE 2018 "Strawberry"』特典映像『ぼくたちの、原点』にて、手越祐也が来園して12枚目のシングルである『さくらガール』のMVで使用したと話している。
- コナミデジタルエンタテインメントの音楽ゲーム『beatmaniaIIDX 17 SIRIUS』収録の楽曲「DROP」のムービーのロケーション（作詞・作曲：dj TAKA、主演：星野奏子）に使われている。
- 『アイドルマスター シンデレラガールズ U149』：アニメ7話にて園内立川口 - 噴水 - ふれあい広場 - 水鳥の池付近までが描かれている（一部イメージ建物有り・作品内で園内及び周辺の航空写真が映し出されるシーンがある）。
- 『GAMERA -Rebirth-』：第1話においてガメラがギャオスを昭和記念公園に誘導して撃破している[19]。